# Мой дорогой Мумбаи
«Мой дорогой Мумбаи» (хинди मुम्बई मेरी जान; Mumbai Meri Jaan) — индийский драматический фильм на хинди режиссёра Нишиканта Камата, вышедший в прокат 22 августа 2008 года. В фильме снялись Мадхаван, Ирфан Хан, Соха Али Хан, Пареш Равал и Кей Кей Менон. Сюжет фильма касается последствий взрывов поездов в Мумбаи 11 июля 2006 года, когда 209 человек погибли и более 700 получили ранения.

## Сюжет
11 июля 2006 года в Мумбаи произошла серия взрывов. Фильм переносит нас случайным образом через различные жизни после взрывов бомб в Мумбаи. Среди них технарь, который хорошо зарабатывает, но все ещё ездит на работу на поезде. Едва избежав взрыва, он подвергает сомнению свои идеалы. Безработный молодой человек питает глубокую обиду против мусульман, которая только усиливается после трагедии. Полицейский, который скоро уйдет в отставку, понимает, что он многого не достиг в жизни, а молодой полицейский глубоко взбешен мыслью, что он может оказаться совсем как его старший. Бедный продавец кофе, который любит запах в модном торговом центре, наносит ответный удар по обществу, используя страх взрывов. Телевизионная журналистка, для которой всё, что имеет значение, — это громкая история, неожиданно сама становится частью одно из них.

## В ролях
- Мадхаван — Никхил Агарвал, инженер
- Ирфан Хан — Томас, продавец кофе
- Соха Али Хан — Рупали Джоши, журналистка
- Кей Кей Менон — Суреш, безработный
- Пареш Равал — Тукарам Патиль, старший полицейский
- Виджай Маурья — Сунил Кадам, младший полицейский

## Критика
Гатам Бхаскаран в отзыве для The Hollywood Reporter заметил, что работа Камата, несмотря на её глубоко трогательную тему, разочаровывает в двух направлениях. Сюжеты, кажется, уплывают друг от друга, а не идут навстречу друг другу. К тому же выступления нескольких актёров выглядят плоскими.
Кинокритик Раджив Масанд также оценил фильм только на 2 балла из 5, назвав его «почётным, но не отличным».
Намрата Джоши из Outlook оценила фильм на 3 звезды, назвав его лучшей частью его главных героев, однако упрекнув создателей в излишне кровавом воссоздании сцен взрывов.
Такую же оценку дал киноленте кинокритик Таран Адарш, похвалив при этом игру ведущих актёров.
Нитья Рамани с сайта Rediff.com отметила, что фильм отходит от всех общих политических и академических дебатов, связанных с терроризмом, как концепции, и следует более документальному подходу, изображая индивидуальные травмы, возникающие в жизни простых людей.

## Награды
- Национальная кинопремия за лучшие спец-эффекты[6]
- Filmfare Award за лучший фильм по мнению критиков[7]
- Filmfare Award за лучший сценарий — Йогендра Винаяк Джоши, Упендра Сидхайе[7]
- Filmfare Award за лучший монтаж — Амит Павар[7]